# Richard Side
Ne doit pas être confondu avec Richard Sipe.
Richard Side est un acteur, scénariste et producteur de télévision canadien.

## Filmographie

### Comme acteur
- 2003 : The Western Alienation Comedy Hour (TV)
- 1991 : Bingo : Network Executive
- 1996 : Urban Safari : Alex
- 1997 : Never a Dull Moment (TV) : Sketch Comedian
- 1998 : Shoes Off! : Husband
- 1999 : Allô la police (Dudley Do-Right) : Barber
- 2000 : Ratz (TV) : Teacher
- 2000 : D'étranges voisins (The New Adventures of Spin and Marty: Suspect Behavior) (TV) : Mr. Mann
- 2001 : Les Sorcières de Halloween 2 (Halloweentown II: Kalabar's Revenge) (TV) : Benny
- 2003 : The Delicate Art of Parking : Bob
- 2003 : Elfe (Elf) : Elf Teacher
- 2004 : La Prophétie du sorcier (Earthsea) (TV) : le gardien de la porte
- 2006 : La Fille du Père Noël (Santa Baby) (TV) : Gary, l'elfe
- 2009 : La Fille du Père Noël 2 : Panique à Polaris (Santa Baby 2 : Christmas Maybe) (TV) : Gary, l'elfe
- 2008 : Voyage au centre de la Terre (Journey to the Center of the Earth) (TV) : Solomon Smith

### Comme scénariste
- 2003 : The Western Alienation Comedy Hour (TV)
- 1997 : Never a Dull Moment (TV)
- 1998 : The Improv Comedy Olympics (TV)
- 2000 : Improv Comedy Games (feuilleton TV)
- 2000 : Big Sound (en) (série TV)
- 2002 : The Western Alienation Comedy Hour (TV)
- 2003 : Comedy Night in Canada (TV)

### Comme producteur
- 1998 : The Improv Comedy Olympics (TV)
- 2000 : Improv Comedy Games (feuilleton TV)
- 2002 : The Western Alienation Comedy Hour (TV)